# ヘレナ・ファン・デル・スハルケの肖像
『ヘレナ・ファン・デル・スハルケの肖像』（ヘレナ・ファン・デル・スハルケのしょうぞう、蘭: Portret van Helena van der Schalcke、英: Portrait of Helena van der Schalcke）は、17世紀オランダ絵画黄金時代の画家ヘラルト・テル・ボルフが1648年頃、板上に油彩で描いた肖像画である。作品は、1898年にレンブラント協会 (オランダの美術館の作品購入を支援する組織) の援助により購入され、アムステルダム国立美術館に収蔵された。

## 概要
作品は、ヘレナ・ファン・デル・スハルケ (1646-1671年) が2歳だった時を描いている。彼女は、レースと蝶結びで飾られた美しいドレスを着ている。また、大きな金のネックレスと洒落た衣服を身に着け、枝編み細工のバッグを持っている。小さな大人として描かれているのである。
ヘレナ・ファン・デル・スハルケは、布商人のヘラルト・ファン・デル・スハルケとその妻ヨハナ・バルドールの娘であった。2人もテル・ボルフによって描かれている。本作で、ヘレナは赤いカーネーションを持っている。この花は、当時の肖像画でお馴染みのものであった。カーネーションは、復活の象徴であり、永遠の生に対する希望の象徴であった。
ヘレナは、白い絹製の長く、幅広いドレスを着ている。テル・ボルフは、布の描写に非常な注意を払った。柔らかなピンク色から青灰色までのタッチで白色を生き生きとさせているのである。 
17世紀においては、少女も少年も、子供が幼い時にドレスを身に着けるのは普通のことであった。当時の (子供の) 衣服は、大人の女性の衣服の小さな複製であった。しかし、違いはあった。子供を支え、導くことができるようにするための長いリボン、いわゆる歩行紐が服の背中の部分から垂れさがっていたのである。それは、ヘレナの背中にも見ることができる。
ヘレナがいる室内には、まったく何も描かれていない。床と壁の境すらもぼやけている。テル・ボルフは、描いた肖像画にしばしば、この空虚でニュートラルな背景を描いている。かくして、描かれている対象から注意を逸らすものは何もないのである。少女は、小さな顔の中の瞳を大きく開いて、半ば呆然としている。